# 4436 Ортісморено
4436 Ортісморено (4436 Ortizmoreno; тимчасові позначення: 1983 EX, 1959 CY, 1972 JL1, 1975 XB2, 1981 YK1) — астероїд головного поясу.
Тіссеранів параметр щодо Юпітера — 3,108.
Відкритий 9 березня 1983 року Еваном Барром в обсерваторії Андерсон-Меса. Назва присвоєна 6 травня 2012 року на честь іспанського астронома Хосе Луїса Ортіса Морено.